# Leicester Square (Metropolitano de Londres)
Leicester Square é uma estação do Metropolitano de Londres na Theatreland e na Chinatown, no West End de Londres. Ela está localizada na Charing Cross Road, a uma curta distância a leste da própria Leicester Square.
A estação fica no ramal de Charing Cross da Northern line entre Charing Cross e Tottenham Court Road, e na Piccadilly line, entre Piccadilly Circus e Covent Garden. Ela está na Zona 1 do Travelcard.

## História
Nos primeiros planos do metrô, a estação estava listada como Cranbourn Street, mas o nome atual foi usado quando a estação foi aberta pela primeira vez pela Great Northern, Piccadilly and Brompton Railway em 15 de dezembro de 1906.
Como outras estações nas seções originais das linhas Piccadilly e Northern, a estação foi originalmente construída com elevadores que davam acesso às plataformas. O aumento do número de passageiros na década de 1920, à medida que a linha Norte foi estendida para o norte (para Edgware) e para o sul (para Morden) e o aumento adicional esperado das extensões da linha Piccadilly nos anos 30 levou à reconstrução da estação abaixo do solo no início da década de 1930. Novas entradas da estação foram construídas para um novo saguão de subsuperfície. Tal como acontece com a bilheteria de sub-superfície semelhante anteriormente construída em Piccadilly Circus, esta foi escavada parcialmente sob a estrada. A partir daí bancos de escadas rolantes foram fornecidos aos dois conjuntos de plataformas. Os elevadores redundantes foram removidos, mas o poço do elevador permanece em uso como um poço de ventilação escondido atrás de uma pequena porta no primeiro patamar da escada da entrada da Cranbourn Street. A estação reconstruída foi inaugurada em 1935.
As escadas rolantes para a linha Piccadilly eram as mais longas de toda a rede do metrô, sendo 54 m (177 pés) de comprimento, até a reconstrução e reabertura de Angel em 1992, que ultrapassou a Leicester Square com suas  escadas rolantes de 60 m (197 pés).
Os escritórios acima do prédio da estação de terracota vermelha no lado leste da Charing Cross Road já foram ocupados pela equipe de gerenciamento da linha do norte, mas agora têm uma variedade de funções além da gestão da linha do norte, com o gerenciamento da linha de Piccadilly e outras funções de suporte, incluindo um treinamento centro no primeiro andar. O edifício, conhecido como Transad House, foi ocupado pelos primeiros anos pelos editores do Wisden Cricketers' Almanack e uma imagem de tocos de críquete aparece acima de uma porta.
Nas quatro plataformas, as rodas dentadas do filme são pintadas em toda a extensão e na parte superior e inferior da área de exibição (azul nas plataformas da Piccadilly line e preto nas plataformas da Northern line), devido aos quatro cinemas de estreia na Leicester Square.
A estação é apresentada brevemente durante a sequência de vídeos introdutórios do filme de 2009 Harry Potter e o Enigma do Príncipe.